# Brashaad Mayweather
Bradshaad E. Mayweather (Houston, ...) è un attore, sceneggiatore e regista statunitense con cittadinanza britannica.

## Biografia
Brashaad Mayweather è nato a Houston, Texas, in una famiglia di militari di origini nigeriane. Laureatosi presso la Florida Agricultural and Mechanical University, dove ha studiato spagnolo come seconda lingua, nel 2008 ha autoprodotto e pubblicato il libro Control or be Controlled, mentre dal 2010 ha iniziato a lavorare come documentarista, sceneggiatore e attore, apparendo in varie serie televisive, cortometraggi e spot pubblicitari prima di trasferirsi in Sudafrica comparendo in film e serie televisive quali Blu profondo 3, Summer with the Guys e One Piece.

## Filmografia

### Attore

#### Cinema
- #WelcometoLA, regia di Dion Lack - cortometraggio (2013)
- Pop Star High, regia di Todrick Hall - cortometraggio (2014)
- 24 Hours, regia di Timothy Woodward Jr. (2015)
- Power Rangers, regia di Joseph Kahn - cortometraggio (2015)
- Furious 7 High Octane, regia di Nik Kleverov - cortometraggio (2015)
- Terror Toons 3, regia di Joe Castro (2015)
- What Now, regia di Lacy Diamond - cortometraggio (2015)
- Lazarus Rising, regia di John Depew (2015)
- Natural Born Pranksters, regia di Roman Atwood e Ben Pluimer (2016)
- Jade, regia di Mason Boudreau (2017)
- Love or Laughs, regia di Bo Starks (2019)
- Blu profondo 3 (Deep Blue Sea 3), regia di John Pogue (2020)
- Summer with the Guys, regia di Terrence Green (2023)
- Just Now Jeffrey, regia di Brett Morris e Hylton Tannenbaum (2024)

#### Televisione
- Don't Judge Me Judge the Music - miniserie TV, 2puntata 1x01 (2011)
- What Is Polenastics?, anche regista - film TV (2012)
- Say a Command, anche regista - film TV (2012)
- Tattoo Nightmares - serie TV, episodio 2x09 (2013)
- Justice for All with Judge Cristina Perez - serie TV, 2 episodi (2013)
- Dating Savannah Love - serie TV, 2 episodi (2014)
- Murder Book - serie TV, episodio 1x03 (2014)
- Peccati mortali (Deadly Sins) - serie TV, episodio 4x04 (2015)
- Tom Segura: Mostly Stories, regia di Jaime Eliezer Karas e Rami Hachache - film TV (2016)
- National Enquirer Investigates - serie TV, episodio 1x01 (2016)
- My Crazy Ex - serie TV, episodio 3x01 (2016)
- Tosh.0 - serie TV, episodio 8x16 (2016)
- Tae-Bo Evolution, regia di Billy Blanks - film TV (2016)
- The Coroner: I Speak for the Dead - serie TV, episodio 3x02 (2018)
- Into the Dark - serie TV, episodio 1x08 (2019)
- Raised by Wolves - Una nuova umanità (Raised by Wolves) - serie TV, episodio 1x04 (2020)
- One Piece - serie TV, 2 episodi (2023)

### Regista
- What Is Polenastics? - film TV (2012)
- Say a Command - film TV (2012)
- Why Women Like Women - film TV (2012)
- Life of the Blind - film TV (2012)

### Sceneggiatore
- The Mayweather Live Show - serie TV (2009-2012)
- Tipsy in Dis Club, anche co-regista con Diamond Smith - film TV (2011)
- Why Women Like Women, anche regista - film TV (2012)
- Life of the Blind, anche regista - film TV (2012)
- Summer with the Guys, regia di Terrence Green (2023)